# Sete de Setembro
Sete de Setembro este un oraș în Rio Grande do Sul (RS), Brazilia.